# Міхал Вічан
Міхал Вічан (словац. Michal Vičan, 26 березня 1925, Глоговец — 27 січня 1986, Братислава) — чехословацький футболіст, що грав на позиції захисника за братиславський «Слован» і національну збірну Чехословаччини. По завершенні ігрової кар'єри — тренер, відомий насамперед здобуттям Кубка володарів кубків УЄФА з тим же «Слованом».

## Клубна кар'єра
У дорослому футболі дебютував 1945 року виступами за команду клубу «Слован», кольори якої і захищав протягом усієї своєї кар'єри гравця, що тривала тринадцять років. За цей час чотири рази виборював титул чемпіона Чехословаччини.

## Виступи за збірну
1947 року дебютував в офіційних матчах у складі національної збірної Чехословаччини. Протягом кар'єри у національній команді, яка тривала 6 років, провів у формі головної команди країни 10 матчів.

## Кар'єра тренера
Розпочав тренерську кар'єру, повернувшись до футболу після невеликої перерви, 1965 року, очоливши тренерський штаб клубу «Єднота» (Тренчин).
За три роки, у 1968, став головним тренером команди свого рідного клубу, братиславського «Слована», яку тренував три роки. У першому ж сезоні зі «Слованом» привів його до здобуття першого і єдиного в історії клубу континентального кубка — Кубка володарів кубків 1968/69. У фінальній грі за трофей чехословаки з рахунком 3:2 здолали іспанську «Барселону». А наступного сезону 1969/70 команда здобула перемогу у чемпіонаті Чехословаччини. Але наступного сезону її результати стрімко погіршилися і вона фінішувала у чемпіонаті лише шостою, після чого Вічан її залишив.
1971 року очолив тренерський штаб одного з провідних польських клубів того періоду хожувський «Рух». Під керівництвом чехословацького фахівця команда щороку покращувала свої результати у чемпіонаті і врешті-решт у сезоні 1973/74 стала його переможцем. Наступного сезону «Рух» захистив чемпіонський титул, а в сезоні 1975/76 попри відставання лише в одне турнірне очко від першого місця хожувська команда стала лише четвертою, після чого Вічан залишив Польщу.
Повернувшись 1976 року на батьківщину, один сезон пропрацював зі «Слованом», після чого ще два — у братиславському «Інтері». Згодом сезон 1980/81 провів у ГРеції, де тренував «Аріс».
Протягом першої половини 1980-х працював на батьківщині зі своїми колишніми командами — «Слованом», «Єднотою» (Тренчин) та «Інтером» (Братислава), проте без особливих досягнень. Робота з останньою командою була перервана передчасною смертю тренера 27 січня 1986 року на 61-му році життя.

## Титули і досягнення

### Як гравця
- Чемпіон Чехословаччини (4):

«Слован»: 1949, 1950, 1951, 1955

### Як тренера
- Володар Кубка Кубків УЄФА (1):

«Слован»: 1968/69
- Чемпіон Чехословаччини (1):

«Слован»: 1969/70
- Чемпіон Польщі (1):

«Рух» (Хожув): 1973/74, 1974/75
- Володар Кубка Польщі (1):

«Рух» (Хожув): 1973/74